# Torgelow
Torgelow (phát âm tiếng Đức: [ˈtɔʁɡəlo]) là một đô thị ở huyện Vorpommern-Greifswald (trước thuộc huyện Uecker-Randow), trong bang Mecklenburg-Western Pomerania, Đức. Đô thị này nằm bên sông Uecker, 12 km về phía nam Ueckermünde, và 41 km về phía tây bắc Szczecin. Dân số thời điểm 30 tháng 6 năm 2006 là 10.032 người.
Bản mẫu:Pomerania